# Syllepte phricosticha
Syllepte phricosticha is een vlinder uit de familie van de grasmotten (Crambidae). De wetenschappelijke naam van deze soort is voor het eerst voorgesteld door Alfred Jefferis Turner in een publicatie uit 1908.
De soort komt voor in Australië (Queensland).